# Адолфо Чели
Адолфо Чели (на италиански: Adolfo Celi) е италиански актьор и режисьор, работил през голяма част от живота си в Бразилия.

## Биография
Роден е на 27 юли 1922 година в Месина, на остров Сицилия.
След Втората световна война започва да се снима в киното, но не след дълго заминава за Сау Паулу, Бразилия, където има успешна кариера в театъра, а през 50-те години на XX в. режисира няколко филма. 
Получава международна известност с ролите си във филми като „Операция „Мълния“ (Thunderball, 1965), O.K. Connery (1967), „Призракът на свободата“ (Le Fantôme de la liberté, 1974).
Адолфо Чели умира от инфаркт на миокарда на 19 февруари 1986 година в Сиена.

## Избрана филмография
| година | филм                             | оригинално заглавие       | роля               | режисьор           |
| ------ | -------------------------------- | ------------------------- | ------------------ | ------------------ |
| 1965   | Операция „Мълния“                | Thunderball               | Емилио Ларго       | Терънс Йънг        |
| 1965   | Страдание и възторг              | The Agony and the Ecstasy | Джовани де Медичи  | Карол Рийд         |
| 1967   | О.К. Конъри                      | O.K. Connery              | Мистър Тайър       | Алберто Де Мартино |
| 1970   | Бранкалеоне на кръстоносен поход | Brancaleone alle Crociate | Ре Боемондо        | Марио Моничели     |
| 1973   | Хитлер: Последните десет дни     | Hitler: The Last Ten Days | Генерал Ханс Кребс | Енио Де Кончини    |
| 1974   | Призракът на свободата           | Le Fantôme de la liberté  | Доктор Пазолини    | Луис Бунюел        |
| 1975   | Приятели мои                     | Amici miei                | Професор Сасароли  | Марио Моничели     |
| 1984   | Приятели мои II                  | Amici miei Atto II        | Професор Сасароли  | Марио Моничели     |